# Espace complètement métrisable
Un espace complètement métrisable (ou espace métriquement topologiquement complet) est un espace topologique (X, T) pour lequel il existe au moins une distance d sur X telle que d induit la topologie T (c'est-à-dire que X est métrisable) et fait de (X, d) un espace métrique complet. 
Le terme d'espace topologiquement complet est employé par certains auteurs comme synonyme d'espace complètement métrisable, mais parfois aussi utilisé pour d'autres classes d'espaces topologiques, comme les espaces complètement uniformisables  ou les espaces Čech-complets.

## Différence avec la complétude
La notion d'espace complètement métrisable est distincte de celle d'espace complet. En effet, la complétude est une propriété d'un espace métrique. Autrement dit, un espace est complet pour une distance donnée ; la distance fait partie de la définition de la complétude. 
Pour un espace complètement métrisable, on suppose seulement qu'il existe au moins une distance compatible avec la topologie pour laquelle l'espace soit complet. Après avoir choisi une de ces distances compatibles, on obtient un espace complet. La métricabilité-complète est  donc plutôt une propriété topologique, par rapport à la complétude qui est une propriété de la distance.
On peut résumer cette distinction en disant que la catégorie des espaces complètement métrisables est une sous-catégorie de celle des espaces topologiques, alors que la catégorie des espaces métriques complets ne l'est pas (elle est plutôt une sous-catégorie de la catégorie des espaces métriques). 

## Exemples
- L'intervalle ouvert unité ] 0,1 [  n'est pas un espace métrique complet pour la distance usuelle héritée de R; mais il est complètement métrisable puisqu'il est homéomorphe à R[6].
- L'espace Q des nombres rationnels muni de la topologie induite de R est métrisable mais pas complètement métrisable[7].

## Propriétés
- Un espace topologique X est complètement métrisable si et seulement si X est métrisable et est un Gδ dans sa compactification de Stone-Čech βX[8] .
- Un sous-ensemble d'un espace complètement métrisable X est complètement métrisable si et seulement s'il est un Gδ dans X[6] .
- Un produit dénombrable d'espaces métrisables non vides est complètement métrisable pour la topologie produit si et seulement si chaque facteur est complètement métrisable[6]. Par conséquent, un produit d'espaces métrisables non vides est complètement métrisable si et seulement si au plus un nombre dénombrable de facteurs ont plus d'un point et chaque facteur est complètement métrisable[9].
- Pour tout espace métrisable M, il existe un espace complètement métrisable X  tel que M soit un sous-espace dense dans X. En effet, tout espace métrique a une complétion[6]. En général, il existe de nombreux espaces complètement métrisables de ce type, car les complétions d'un espace topologique par rapport à différentes métriques compatibles avec sa topologie peuvent donner des complétions topologiquement différentes.

## Groupes topologiques abéliens complètement métrisables
Pour des ensembles ayant une structure algébrique en plus de leur simple topologie, (par exemple, les groupes topologiques), on souhaite que pour qu'un tel espace soit dit complètement métrisable, la métrique complète soit compatible avec cette structure supplémentaire, en plus de sa topologie. Pour les groupes topologiques abéliens et les espaces vectoriels topologiques, par exemple, cela nécessite que la distance soit invariante par translations.
En pratique, dans les groupes topologiques abéliens ou dans les espaces vectoriels topologiques complètement métrisables, il n'est pas nécessaire de le préciser. En effet, tout groupe topologique abélien complètement métrisable en tant qu'espace topologique seul (c'est-à-dire, admettant une métrique complète qui induit sa topologie) admet également une métrique complète invariante par translation qui induit aussi sa topologie.
Ceci implique que tout espace vectoriel topologique complètement métrisable est complet. En effet, un espace vectoriel topologique est dit complet si et seulement si son uniformité (induite par sa topologie et son opération d'addition) est complète ; l'uniformité induite par une métrique invariante par translation qui induit la topologie coïncide avec l'uniformité d'origine.